# Bactericera versicolor
Bactericera versicolor är en insektsart som först beskrevs av Löw 1888.  Bactericera versicolor ingår i släktet Bactericera och familjen spetsbladloppor. Inga underarter finns listade i Catalogue of Life.